# Високе (місто)
Високе (до 1939 року Високе-Литовське, біл. Высокае) — місто районного підпорядкування в Камянецькому районі Берестейської області Білорусі. Населення 5376 осіб (2009).

## Розташування
Знаходиться на річці Пульва, за 40 км від Кам'янця, за 3 км від залізничної станції Високе-Литовське на лінії Берестя—Білосток. Автодороги на Берестя, Пружани.

## Історія
Уперше згадується в 14 столітті під назвою Високий Город. У 1494 році місто отримало магдебурзьке право і герб. Належало Хлявицьким, Войнам, Сапегам, Потоцьким. Сапегі побудували Висоцький замок, які був атакований під час війни Росії з Річчю Посполитою (1654—1667) і Північної війни (1700—1721). У 16-18 столітті центр ткацтва. З 1671 щорічно проводиться ярмарок. У 1773—1785 біля Високого побудований монастир, при якому діяв шпиталь. У 1794—1797 існував водний шлях з Високого у Гданськ. З 1795 у складі Прусії, з 1807 в Російський імперії, з 1921 у Польщі, з 1939 у БРСР.
Розпорядженням міністра внутрішніх справ 18 квітня 1934 р. межі міста розширені за рахунок приєднання земель ґміни Високє Літевскє.
26 вересня 1939 року з'єднання 6-го кавалерійського корпусу ввійшли у практично повністю спалене німцями Високе-Мазовецьке. Під час проходження частин Вермахту через місто було вбито німецького солдата, німці запропонували видати їм винного, але він так і не був знайдений. Тоді німці з гармат запалювальними снарядами вдарили по місту. Спалахнула пожежа, гасити яку німці не давали і розстрілювали тих, хто намагався це робити. В результаті в місті вціліло лише 10 будинків і церква, а з 5000 жителів залишилося лише 1000.

## Населення
За переписом населення Білорусі 2009 року чисельність населення міста становила 5376 осіб.

### Національність
Розподіл населення за рідною національністю за даними перепису 2009 року:
| Національність            | Осіб | Відсоток |
| ------------------------- | ---- | -------- |
| білоруси                  | 4817 | 89,60 %  |
| росіяни                   | 298  | 5,54 %   |
| українці                  | 181  | 3,37 %   |
| поляки                    | 66   | 1,23 %   |
| литовці                   | 4    | 0,07 %   |
| національність не вказана | 3    | 0,06 %   |
| німці                     | 2    | 0,04 %   |
| вірмени                   | 1    | 0,02 %   |
| татари                    | 1    | 0,02 %   |
| молдовани                 | 1    | 0,02 %   |
| латиші                    | 1    | 0,02 %   |
| карели                    | 1    | 0,02 %   |
| Разом                     | 5376 | 100 %    |

## Економіка
Підприємства харчової промисловості, промисловості будівельних матеріалів.

## Особистості
Саме від назви цього міста похідне прізвище відомого радянського російського співака та актора Володимира Висоцького, котрий мав корені у Бересті.